# 七叶树
七叶树（学名：Aesculus chinensis）为七叶树科七叶树属的植物，为中国的特有植物。

## 形态
落叶乔木。掌状复叶对生，椭圆形小叶5～7个，有细锯齿，叶柄有柔毛。圆锥花序顶生，初夏开白色花，花瓣4枚。蒴果3裂，扁球形种子1棵。

## 分布
分布于中国大陆的河北、河南、山西、陕西等地，常生长在灌木林中，目前尚未由人工引种栽培。

## 文化意义
七叶树在佛教中有涅槃之意，北亚热带和暖温带地区的佛教寺庙中常有种植。